# Лека Душмани
Лека Душмани — албанский феодал, один из основателей Лежской лиги (1444).

## Биография
Представитель рода Душмани, которая владела областью Задрима в современном округе Шкодер. В венецианских документах он упоминается со своим родственником Дамианом как господа Пулты в 1446 году.
Лека Душмани присоединился к Лежской лиге, созданной Скандербегом, его дядей по материнской линии, после съезда в Леже 2 марта 1444 года. Кроме него, в состав лиги вошли Лека Захария, Пётр Спани, Андрей Топиа, Георгий Арианити, Теодор корона Музаки, Стефан Черноевич, Георгий Стреши Балшич. Георгий Кастриоти (Скандербег) был избран руководителем и главнокомандующим антиосманской лиги.
Потомками Лека Душмани были Антонио, Софоклис и Виктор Дусманисы.